# Alison Lohman

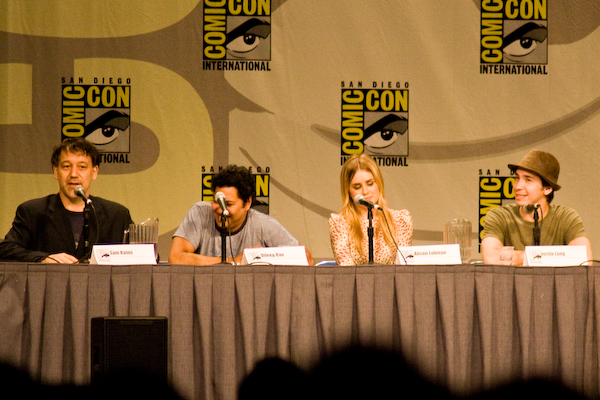
Sam Raimi, Dileep Rao, Alison Lohman i Justin Long dyskutują na temat filmu Wrota do piekieł podczas San Diego Comic-Con International w 2008 r.

Alison Marion Lohman (ur. 18 września 1979 w Palm Springs w Kalifornii) – amerykańska aktorka.
Znana z ról w filmach Biały oleander, Gdzie leży prawda, Flicka, Naciągacze i Wrota do piekieł, jak również z mniejszych ról w filmach Duża ryba i Beowulf. Wystąpiła również w kilku serialach telewizyjnych m.in. Siódme niebo, Krucjata, Tucker i Pasadena.
Alison użyczyła też głosu tytułowej bohaterce w 2005 w bajce Nausicaä z Doliny Wiatru.

## Życiorys
O karierze aktorskiej marzyła od najmłodszych lat. Pierwsze kroki stawiała w lokalnym Palm Desert's McCallum Theater. Jako dziewięciolatka wcieliła się w postać Gretyl Von Trapp w przedstawieniu The Sound of Music. Dwa lata później otrzymała nagrodę Desert Theater League dla najlepszej aktorki w musicalu za tytułową rolę w sztuce Annie. Do siedemnastego roku życia pojawiła się jeszcze w dwunastu różnych produkcjach. Będąc uczennicą Palm Desert High School występowała także jako solistka, wykonując utwory Franka Sinatry, Boba Hope’a i Desert Symphony.
Po ukończeniu liceum za zasługi w rozwoju sztuki National Foundation zaproponowało jej stypendium na Wydziale Aktorskim na Uniwersytecie Nowojorskim. Artystka odrzuciła tę propozycję, decydując się na przeprowadzkę do Los Angeles, by skupić się na swojej karierze. W 1999 roku wzięła udział w warsztatach aktorskich Royal Academy of Arts w Londynie.
Na małym ekranie zadebiutowała w serialu telewizyjnym Safe Harbor. Pojawiła się również w Pasadenie. W 2002 roku zwróciła na siebie uwagę zarówno krytyków, jak i Hollywood, partnerując gwiazdom formatu Michelle Pfeiffer, Renée Zellweger i Robin Wright w filmie Biały oleander. Od tej pory zagrała m.in. w takich filmach, jak Naciągacze (2003), Duża ryba (2003), Gdzie leży prawda (2005), Flicka (2006) i Wrota do piekieł (2009).
19 sierpnia 2009 roku poślubiła reżysera, scenarzystę, producenta i operatora filmowego Marka Neveldine’a.

## Filmografia
- 1984: Kaze no tani no Naushika jako Nausicaä (głos)
- 1998: Niebieski Pacyfik (Pacific Blue) jako Molly (gościnnie)
- 1998: Siódme niebo (7th Heaven) jako Barbara (gościnnie)
- 1998: Kraa! Morski potwór (Kraa! The Sea Monster) jako Curtis
- 1999: Bezpieczna przystań (Safe Harbor) jako Hayley
- 1999: Krucjata (Crusade) jako Claire (gościnnie)
- 1999: Trzynaste piętro (The Thirteenth Floor) jako dziewczyna
- 1999: The Auteur Theory jako Rosemary
- 1999: Planet Patrol jako Curtis
- 2000: W pogoni za fortuną (The Million Dollar Kid) jako Courtney Hunter
- 2000: Skrywana tajemnica (Sharing the Secret) jako Beth Moss
- 2000: Tucker jako McKenna Reid
- 2001: Niebo czy ziemia (Delivering Milo) jako pani Madeline
- 2001: Seks i dziewczyna (Alex in Wonder) jako Camelia Jameson
- 2001: Pasadena jako Lily McAllister
- 2002: White Boy jako Amy
- 2002: Biały oleander (White Oleander) jako Astrid Magnussen
- 2003: Naciągacze (Matchstick Men) jako Angela
- 2003: Duża ryba (Big Fish) jako Sandra Templeton Bloom
- 2005: Gdzie leży prawda (Where the Truth Lies) jako 	Karen O’Connor
- 2005: Ciało za milion (The Big White) jako Tiffany
- 2006: W pogoni za sławą (Delirious) jako K'harma Leeds
- 2006: Flicka jako Katy McLaughlin
- 2007: Druga szansa (Things We Lost in the Fire) jako Kelly
- 2007: Beowulf jako Ursula
- 2009: Wrota do piekieł (Drag Me to Hell) jako Christine Brown
- 2009: Gamer jako Trace
- 2015: Taśmy Watykanu (The Vatican Tapes) jako pacjentka szpitala psychiatrycznego
- 2015: Urge jako matka

## Nagrody
- 2003: nagroda na Hollywood Film Festival dla „najlepszej aktorki drugoplanowej roku”
- 2003: nominacja do nagrody PFCS na Festiwalu Filmowym Phoenix Film Critics Society Awards za film Biały oleander
- 2003: nagroda ShoWest na Festiwalu Filmowym ShoWest Convention, USA w kategorii „kobieca gwiazda jutra”
- 2003: nagroda Young Hollywood na Festiwalu Filmowym Young Hollywood Awards w kategorii „supergwiazda jutra”